# Cornutobelus mutabilis
Cornutobelus mutabilis är en insektsart som beskrevs av Capener 1951. Cornutobelus mutabilis ingår i släktet Cornutobelus och familjen hornstritar. Inga underarter finns listade i Catalogue of Life.